# 1758
1758. је била проста година.

## Догађаји

### Август
- 25. август — Битка код Цорндорфа

### Октобар
- 14. октобар — Битка код Хохкирха

### Датум непознат
- Википедија:Непознат датум — Први забележени члан породице Исаков се помиње као станар Меленаца. Звао се Трифун Исаков.

- Википедија:Непознат датум — Патријарх српски Вићентије I је изабран за архиепископа пећког и патријарха српског.

## Рођења

### Април
- 28. април — Џејмс Монро, 5. председник САД. († 1831)

### Август
- 16. октобар — Ноа Вебстер амерички лексикограф. († 1843)

### Децембар
- Непознат датум - Анта Богићевић, српски војвода. († 1813)

Осман Пазваноглу је био турски војни заповедник, управник Видинског пашалука